# Szomolya
Szomolya (1937 és 1945 között: Gömbösfalva) község Borsod-Abaúj-Zemplén vármegyében, a Mezőkövesdi járásban.

## Fekvése
Az Északi-középhegység, ezen belül az Egri-Bükkalja déli lábainál helyezkedik el. Mezőkövesdtől 12 kilométerre észak-északnyugatra, Egertől 18 kilométerre keletre fekszik.
A Kánya-patak völgyében terül el, a vízfolyás két oldalán. Határának déli felét az Alföldre emlékeztető, sík részek jellemzik, északi fele dombosabb.
Területén sok kőzetféleség fellelhető, ezek közül talán a legfontosabb a vulkáni eredetű riolittufa, de van a határában homokbánya és terméskő-bánya is.
Gazdag helynévanyaggal rendelkezik; a teljesség igénye nélkül az alábbi hely- és dűlőnevek ismertek a területéről: Barát lápa, Bordahegy, Csecs-lyuk, Cseres, Deber-tető, Demecs, Derék-hegy, Felső rét, Galagonyás, Gyűr, -oldal, -tető, Mács alma, Méti-hegy, Pazsag, Vénhegy, Nyárias, Poletár, Pipís, Gyep, Pirittyó, Bentelek,…

### Megközelítése
Csak közúton érhető el: Mezőkövesd felől a 2509-es úton, Eger felől pedig Noszvajig a 2504-es, majd onnan szintén a 2509-es úton.

## Története
A településen már több mint egy évezreddel ezelőtt is éltek emberek. A falu határában található a kaptárkő. Régészeink azt tartják, hogy a népvándorláskori emberek urnatartói vagy áldozati fülkéi voltak. Mások úgy vélik, hogy az ősi méhészet emlékei, s a fülkék maguk lehettek a méhek lakásai. Az előbbi feltevés mellett szól, hogy kaptárkövek fülkéiben áldozati tárgyakra leltek. A kaptárkövek elnevezései is arra utalnak, hogy ezek ősi kultuszhelyeken állnak (például ördögtorony, kőasszony, királyszéke stb.).
A honfoglaló magyarok is letelepedtek a tájon, s már az Árpád-korban építettek templomot. Szomolya nevével már a XIII. században találkozhatunk a Bélapátfalvai ciszterci kolostor építkezésének okirataiban. A falunak több birtokosa is volt, közülük hosszú ideig az egri káptalan, aki még 1935-ben is 1208 kataszteri holdat birtokolt. A törökök a községet feldúlták és adófizetésre kötelezték. Földrajzi helyzete miatt azonban sem a török-, sem a kuruc kor harcai nem tettek nagy kárt a faluban.
Korabeli feljegyzések szerint már az 1300-as években jelentős volt a szőlőművelés Bükkalján, de általánossá a XVI. század végétől, a XVII., XVIII. században vált. Fellendülésének a növekvő kereslet mellett az is oka volt, ebben az időben terjedt el a földesúri birtokokon a majorsági gazdálkodás, mely nagyarányú robotterhek növekedésével járt együtt. A jobbágyok - mivel nem maradt idejük saját földjeik megművelésére - az önellátás helyett az árutermelés felé fordultak. A bort mind a bel-, mind pedig a külföldi (Lengyelország) piacokon jól lehetett értékesíteni.

## Közélete

### Polgármesterei
- 1990–1994: Gyenes Gábor (független)[4]
- 1994–1998: Gyenes Gábor (független)[5]
- 1998–199?: Gyenes Gábor (MSZP)[6]
- 1999–2002: Varga Imre (független)[7]
- 2002–2006: Varga Imre (független)[8]
- 2006–2010: Guczi István (független)[9]
- 2010–2014: Guczi István (független)[10]
- 2014–2019: Guczi István (Fidesz-KDNP)[11]
- 2019–2024: Jurecska Györgyné (Fidesz-KDNP)[12]
- 2024– : Jurecska Györgyné (Fidesz-KDNP)[1]

A településen 1999. április 25-én időközi polgármester-választás zajlott, ezen az addigi polgármester nem indult el.

## Népesség
A település népességének változása:
| Lakosok száma | 1627 | 1624 | 1628 | 1512 | 1539 | 1485 | 1462 |
|               | 2013 | 2014 | 2015 | 2021 | 2022 | 2023 | 2024 |

2001-ben a település lakosságának 89%-a magyar, 11%-a cigány nemzetiségűnek vallja magát.
A 2011-es népszámlálás során a lakosok 93,4%-a magyarnak, 17,4% cigánynak, 0,2% németnek mondta magát (6,3% nem nyilatkozott; a kettős identitások miatt a végösszeg nagyobb lehet 100%-nál). A vallási megoszlás a következő volt: római katolikus 47,6%, református 5,8%, görögkatolikus 0,2%, felekezeten kívüli 25,7% (17,8% nem válaszolt).
2022-ben a lakosság 94,5%-a vallotta magát magyarnak, 13,3% cigánynak, 0,3% románnak, 0,2% ruszinnak, 0,1-0,1% szlovénnek, ukránnak, szlováknak, szerbnek és németnek, 1,8% egyéb, nem hazai nemzetiségűnek (5,3% nem nyilatkozott; a kettős identitások miatt a végösszeg nagyobb lehet 100%-nál). Vallásuk szerint 34,2% volt római katolikus, 5,8% református, 0,5% görög katolikus, 2% egyéb keresztény, 0,2% evangélikus, 0,1% ortodox, 15,9% felekezeten kívüli (40,2% nem válaszolt).

## Vallás
A 2011-es népszámlálás adatai alapján a lakosság 48%-a katolikus, 6%-a református. Más egyházhoz vagy felekezethez 3% tartozik, míg nem tartozik egyetlen vallási közösséghez sem, vagy nem válaszolt 43%.

## Nevezetességek
- szomolyai rövidszárú fekete cseresznye
- kaptárkő
- szomolyai barlanglakások
- szomolyai tájház (régi barlanglakások, korabeli berendezésekkel)
- Nagyvölgy-tető kilátó

## Képgaléria

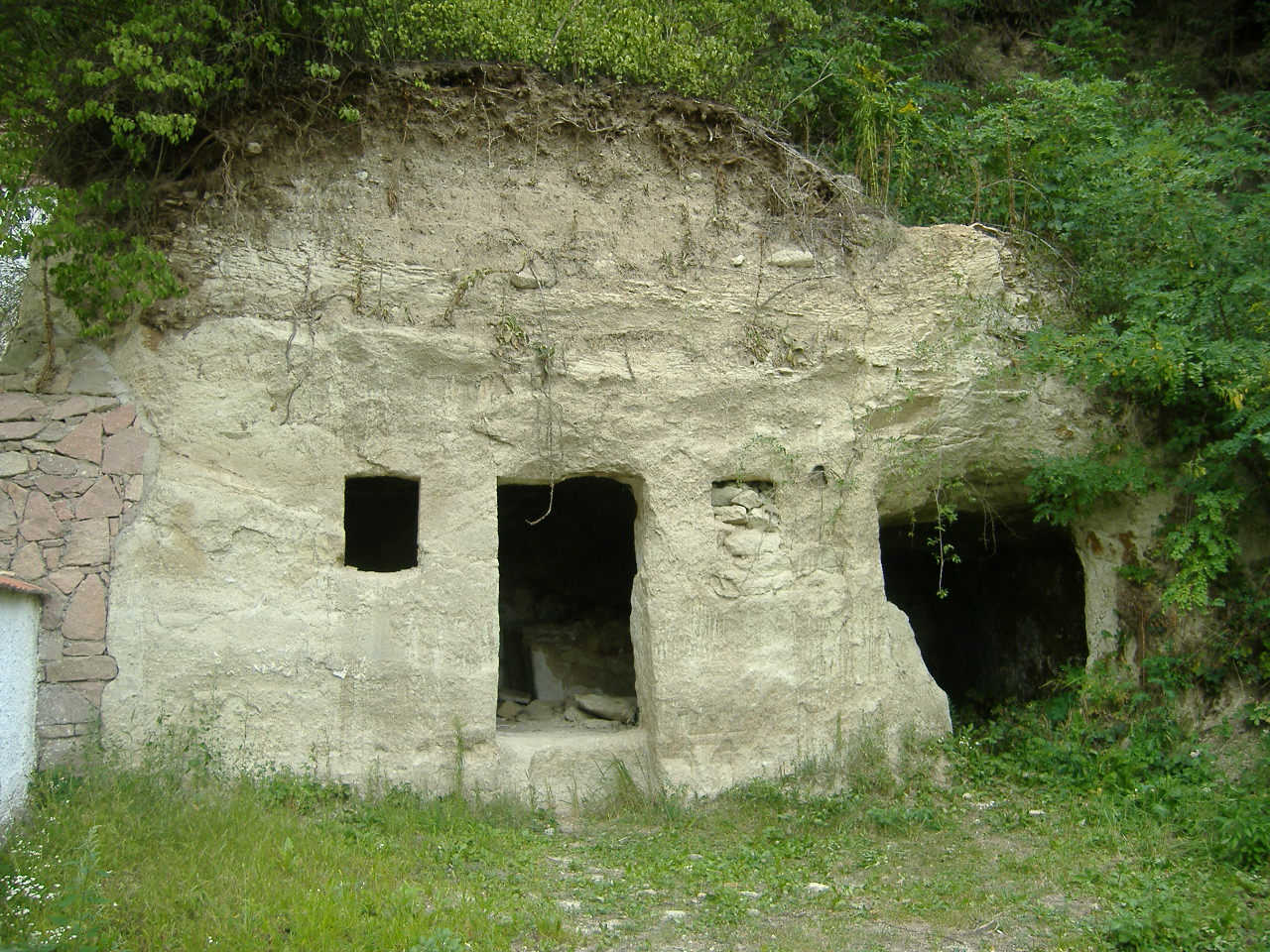
Elhagyott barlanglakás
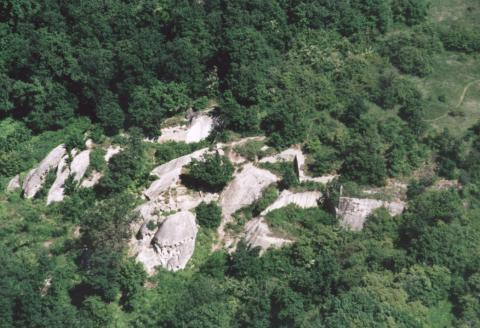
A barlanglakások légifotója
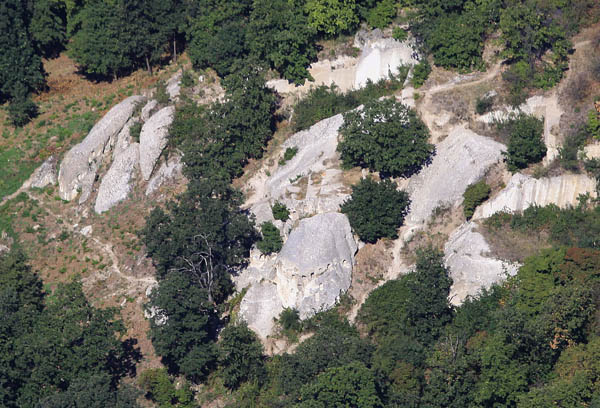
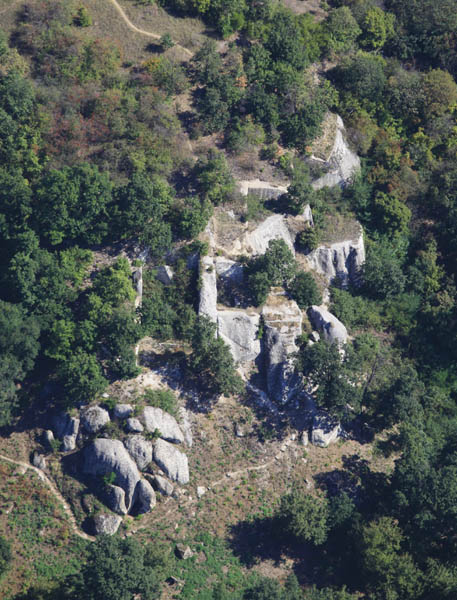

## Híres emberek
- Vitéz jákfai Gömbös Gyula (Murga, 1886. december 26. – München, 1936. október 6.) miniszterelnök tiszteletére a falu 1937-ben felvette a Gömbösfalva nevet, melyet 1945-ig meg is tartott. A szóbeszéd szerint a faluban Gömbös egy kúriát kívánt építtetni - a mai Szikla söröző helyén, melyben korai halála akadályozta meg.